# بدر الدين جمجوم
بدر الدين جمجوم (26 ديسمبر 1934 - 21 أبريل 1992)، ممثل كوميدي فلسطيني.

## عن حياته
ممثل مصري من أصل فلسطيني من مدينة الخليل). تخرج في عام 1959 من قسم التمثيل بمعهد الفنون المسرحية، ثم في كلية الآداب بجامعة القاهرة، التحق بفرقة ساعة لقلبك، ثم فرقة إسماعيل يس، وفرقة التليفزيون. كما عمل موظفاً بالثقافة الجماهيرية
عمل في الأدوار الثانوية في السينما، ثم اختفى عن الساحة قبل أن يعود في أواخر أيامه لإنتاج فيلمه الأخير الذي قام ببطولته. كما عمل في التلفزيون ومن مسلسلاته: سيدي الطفل الصغير، ومن مسرحياته: الفضيحة، الراجل اللي قال.

### حياته الشخصية
تزوج من الممثلة فيروز وأنجبا أيمن وإيمان.

## أعماله

### الأفلام
- 1962: قاضي الغرام
- 1962: بين القصرين
- 1963: زقاق المدق
- 1966: غرام في أغسطس
- 1966: الزوج العازب
- 1967: نورا
- 1968: مراتي مجنونة مجنونة مجنونة
- 1968: جزيرة العشاق
- 1968: المليونير المزيف
- 1969: للمتزوجين فقط
- 1969: أسرار البنات
- 1970: مغامرة شباب
- 1970: سارق المحفظة
- 1971: مذكرات الآنسة منال
- 1971: حسناء المطار
- 1971: آدم والنساء
- 1973: الشحات
- 1974: أرملة ليلة الزفاف
- 1975: صائد النساء
- 1976: دقة قلب
- 1981: مع تحياتي لأستاذي العزيز
- 1982: الحل اسمه نظيرة
- 1989: دقات على بابي
- 1989: جيران آخر زمن
- 1992: السرعة لا تزيد عن صفر

### المسلسلات
- 1963: قالوا في المثل
- 1964: الشنطة مع مين
- 1968: نوادر جحا المصري
- 1970: للأزواج فقط
- 1971: البيانولا
- 1979: الأيام
- 1980: محمد رسول الله (ج1)
- 1980: مبروك جالك ولد
- 1982: كان ياما كان
- 1984: ألف ليلة وليلة
- 1985: لا إله إلا الله (ج1)
- 1985: علي الزيبق
- 1985: إنها مجنونة مجنونة
- 1986: المكتوب على الجبين
- 1987: رحمة
- 1987: الحب في حقيبة دبلوماسية
- 1990: ألف ليلة وليلة
- 1991: مملوك في الحارة

### المسرحيات
- 1962: الحب لما يفرقع
- 1965: أنا وأخويا وأخويا
- 1967: روبابيكيا
- 1970: حضرة صاحب العمارة
- 1974: إنهم يقتلون الحمير

### المسلسلات الإذاعية
- 1961: شخصيات تبحث عن مؤلف

### الفوازير
- 1991: عجايب صندوق الدنيا